# Matthias Nagel (Kirchenmusiker)
Matthias Nagel (* 1958 in Löhne) ist ein deutscher Kirchenmusiker, Komponist und ehemaliger Landesposaunenwart.

## Werdegang
Nagel studierte an der Hochschule für Kirchenmusik Herford und legte dort 1981 das B-Examen ab. Er ergänzte seine Ausbildung an der Folkwang Hochschule in Essen, wo er 1984 das A-Examen ablegte. Von 1984 bis 2003 wirkte er als Kantor in Düsseldorf-Garath. Von 1985 bis 1993 lehrte er als Dozent für Liturgisches Orgelspiel an der Folkwang Hochschule. Von 1992 bis 2004 hatte er einen Lehrauftrag an der Robert Schumann Hochschule in Düsseldorf. 2003 bis 2009 war er Kirchenmusikdirektor an der Arbeitsstelle für Gottesdienst und Kirchenmusik der Evangelischen Kirche von Westfalen. 2006 war er in der Jury des Gospel-Award der Fernseharbeit der evangelischen und der katholischen Kirche sowie der christlichen Hilfsorganisation World Vision Deutschland.
2009 wurde er zum Landesposaunenwart in der Evangelischen Kirche im Rheinland berufen.
Seit dem 1. April 2011 ist er Professor für kirchliche Popularmusik an der Hochschule für Kirchenmusik in Herford.

## Kompositionen (Auswahl)

### Bläsermusik
- Fanfarissimo. 10 Bläserstücke für Anfänger. Strube 2003.
- Swing & more. Neue Stücke für Bläser. Strube 2001.

### Oratorien
- Dietrich Bonhoeffer. Liedoratorium. Strube 2002.
- Gaff nicht in den Himmel. Martin Luther. Reformation heute. Liedoratorium. Strube 2017.

### Neues Geistliches Lied
- Verleih uns Frieden gnädiglich (um 2005)[4]

## Tondokumente
- Wunder, o Wunder. Ein Singspiel für Kinder zum Thema Schöpfung. Calwer Verlag 2000.